# نوه (سابسه)
نوه شهری در شهرستان سابسه در استان بام در بورکینافاسوی شمالی است و جمعیت آن ۲۲۰۵نفر است.